# Dawna plebania w Okrzeszynie
Budynek dawnej plebanii – znajdujący się w powiecie kamiennogórskim, w Okrzeszynie pod numerem 16.
Okazała późnobarokowa plebania z 1794 r. została wzniesiona z inicjatywy opata krzeszowskiego Piotra II Keilicha.         
Budynek jest murowany, piętrowy, nakryty dachem mansardowym krytym dachówką ceramiczną. Na osi fasady znajduje się skromny portal kamienny z ozdobnym kluczem (infuła, pastorał, monogram „P.A.G.” oraz data 1794), który świadczy o przynależności obiektu do cystersów z Krzeszowa. Monogram „P.A.G.” najprawdopodobniej oznacza Pater Abbas Grissoviensis – Ojciec Opat Krzeszowski, co wskazuje na związek budynku z opatem Piotrem II Keilichem.     
Elewacje są tynkowane i utrzymane w stylu późnobarokowym z klasycyzującymi detalami. Okna są prostokątne, rozmieszczone regularnie, oprawione w profilowane opaski. Kondygnacje oddziela gzyms kordonowy, a całość wieńczy gzyms koronujący pod okapem dachu. Elewacje boczne i tylna są skromniejsze, ale zachowują proporcje typowe dla architektury XVIII w. Budynek łączy cechy funkcjonalne z reprezentacyjnym charakterem, właściwym dla plebanii fundowanych przez zakon cystersów.              